# Mar della Siberia Orientale
Il Mar della Siberia Orientale (russo: Восто́чно-Сиби́рское мо́ре, Vostočno-Sibirskoe more) è un mare compreso all'interno del Mar Glaciale Artico. È delimitato a sud dalla costa siberiana, le isole della Nuova Siberia ad ovest e l'isola di Wrangel ad est, confinante con il Mare dei Ciukci e il Mare di Laptev. La città e porto principale è Pevek, nel circondario autonomo della Chukotka.

## Geografia
Il bacino copre un'area di circa 936.000 chilometri quadrati; la profondità media è di soli 45 m, con un massimo di 155. La latitudine è molto settentrionale, oltre i 70°N: ne consegue un clima molto rigido, con inverni lunghissimi e freddi (medie di -30 °C) e brevi estati fresche (2-4 °C) che fanno sì che il mare sia praticamente sempre ingombro di ghiacci. La costa è prevalentemente piatta ad occidente, mentre si rileva un po' andando verso oriente. I maggiori fiumi che sfociano nel mare della Siberia orientale sono: l'Indigirka, l'Alazeja, la Bol'šaja Čukoč'ja, il Kolyma, la Raučua, il Čaun e il Pegtymel'.

## Storia
Il mare è stato percorso dagli esploratori russi fin dal XVII secolo: nel 1648 Semën Dežnëv e Fëdor Alekseev navigarono sottocosta dalla foce della Kolyma fino a quella dell'Anadyr e allo stretto di Bering. Esplorazioni sistematiche del bacino sono state condotte in una serie di spedizioni negli anni 1735-42, 1820-24, 1822, 1909, 1911-14.